# Slađan Đukić
Sladjan Djukić, né le 21 décembre 1966 à Ploča (Yougoslavie), est un footballeur yougoslave d'origine serbe jouant au poste d'attaquant.

## Biographie
Après avoir arrêté sa carrière de footballeur professionnel, Sladjan Djukic devient entraîneur de l'équipe réserve de l'ESTAC. Il entraîne par la suite la DH de l'ESTAC. Il devient le recruteur du club après avoir mis un terme à sa carrière d'entraîneur.

## Palmarès
- Vainqueur de la Coupe Intertoto en 2001 avec l'ESTAC